# Fahad Al-Subaie
Fahad Al-Subaie (ur. 15 listopada 1979) – saudyjski piłkarz występujący podczas kariery na pozycji pomocnika.

## Kariera klubowa
Fahad Al-Subaie karierę rozpoczął w klubie Asz-Szabab Rijad w 1998. Z Al-Shabab zdobył Mistrzostwo Arabii Saudyjskiej w 2004, Puchar Arabii Saudyjskiej w 1999 oraz Azjatycki Puchar Zdobywców Pucharów w 2001. Później występował jeszcze w Al Hazm, An-Nassr oraz Al-Qadisiya Al Khubar.

## Kariera reprezentacyjna
Fahad Al-Subaie występował w reprezentacji Arabii Saudyjskiej pod koniec lat dziewięćdziesiątych.
W 1999 wystąpił w Pucharze Konfederacji. Na tym turnieju wystąpił we wszystkich pięciu meczach: grupowych z Meksykiem, Boliwią, Egiptem, półfinałowym z Brazylią i o trzecie miejsce z USA.